# Medio informativo local
Los medios informativos locales son aquellos medios de comunicación cuyo ámbito de información es un área limitada: localidad, municipio, región, etc. Surgen por la necesidad y el derecho de que todos los habitantes de cada localidad estén debidamente informados.
Son aquellos que informan al vecino qué sucede en el barrio en que habitan.  
A través de informativos de índole local reflejan la realidad de los distintos concejos deliberantes y dan a conocer los actos de gobierno de los municipios de su zona, con sus aciertos y errores.
Los cronistas que se encargan de las coberturas periodísticas en cada región son seres humanos que habitan ese suelo y saben ampliamente de qué se trata un asunto determinado.
Estos medios son un puente ideal entre las necesidades propias de cada individuo y los organismos oficiales que deben velar por su cuidado, respeto y seguridad en todas sus formas.
Son un nexo entre las autoridades comunales y los vecinos. Y su función es contribuir a la resolución de problemas entre esas partes a través de notas periodísticas. 
Pero también, conforman un espacio para la difusión de eventos locales, como: exposiciones, galerías de arte, cursos y talleres, etc.